# Immunité des chefs d'État
L'immunité des chefs d'État est un principe du droit international public qui veut qu'un chef d'État en exercice ne puisse être forcé de comparaître devant aucune instance nationale, ni étrangère ni être sanctionné, civilement ou pénalement par une telle instance.
Autrement dit, il existe ce que l'on appelle une immunité de juridiction d'un chef d'État devant le tribunal de tout autre pays.

## Immunité en droit international public
Le principe  de l'immunité des chefs d'État est fondé sur ce qui est appelé le comitas gentium : le respect mutuel de chaque État à l'endroit des représentants des autres États qui bénéficient de la souveraineté étatique et qui reconnaît ce même État. C'est ce même principe qui fonde les relations diplomatiques entre États. D'ailleurs, la Convention de Vienne sur les immunités diplomatiques du 18 avril 1961 pose de façon claire ce principe.
Il faut préciser à cet égard, que cette immunité est conférée aux chefs d'État en vertu du droit international général, et non pas en guise de courtoisie internationale. L'inviolabilité du chef d'État découle en fait qu'il incarne l'État en sa personne, et en conséquence, il ne peut faire l'objet de poursuites judiciaires par les tribunaux d'un autre État (égalité souveraine).
Après la décision de la Cour internationale de justice qui accorde à Abdoulaye Yerodia Ndombasi une immunité l'empêchant d'être poursuivi par la Belgique, la commission du droit international discute depuis 2006 de l'immunité des représentants de l'État de la juridiction pénale étrangère,.
Pour la Cour pénale internationale, les fonctions ne donnent pas l'immunité (article 27 du Statut de Rome) mais la levée de l'immunité est du ressort de l'État tiers (article 98 du Statut).

## Immunité en droit interne
Le droit interne de la plupart des pays du monde organise de façon particulière la justiciabilité du chef de l'État. Certains instituent même une totale immunité pour le chef d'État devant les tribunaux de son propre pays.
Cette idée procède d'une théorie selon laquelle la responsabilité des corps constitués ne peut jamais être qu'une responsabilité politique et non civile ou pénale.
Pour la plupart des monarchies, la doctrine est que « le roi ne peut mal faire », il est sacré, il bénéficie d'une immunité et d'une irresponsabilité totale.
Pour les présidences et les républiques, il s'agit de trouver un équilibre entre l'impunité et la protection de la fonction face à un possible harcèlement juridique qui peut remettre en cause la séparation des pouvoirs. La plupart des régimes donnent une immunité ou une irresponsabilité (les ministres avec le contreseing sont responsables) durant le mandat, les présidents ont un privilège de juridiction par rapport au droit commun. Le statut est affirmé dans les Constitutions,,

### Allemagne
Selon la loi fondamentale, le président fédéral peut être mis en accusation par les deux tiers du Bundestag ou du Bundesrat en cas de violation de la loi fédérale. Il est ensuite jugé par la Cour constitutionnelle. Pour les actes commis en dehors de sa fonction, il a le même régime que l'immunité parlementaire du Bundestag. Les délais de prescriptions sont suspendus.
Le chancelier et les ministres sont soumis au régime de droit commun.

### Autriche
Le président fédéral est responsable devant l'Assemblée fédérale en cas de violation de la Constitution fédérale. Si l'Assemblée vote aux deux-tiers la mise en accusation, il est jugé par la Cour constitutionnelle. Pour des actes susceptibles de poursuites pénales en rapport avec sa fonction, la Cour constitutionnelle le juge directement. Pour les actes qui se détachent de la fonction, il ne peut être poursuivi qu'avec l'accord de l'Assemblée. Sinon, les poursuites pénales ne peuvent être engagées qu'après la fin de son mandat, la prescription est suspendue.

### Belgique
Le roi est une personne inviolable (art. 88 de la Constitution).

### Canada
En droit constitutionnel canadien, aux termes de la monarchie canadienne, seule « Sa Majesté le Roi du chef du Canada » (autrefois « Sa Majesté la Reine du chef du Canada » sous Élisabeth II) bénéficie d'une immunité absolue en droit pénal canadien, d'après une décision rendue par la Cour d'appel du Québec en 2012. Cette décision conclut que l'immunité absolue n'est pas étendue au gouverneur-général ou au lieutenant-gouverneur, ce qui a permis au tribunal de rejeter une requête en arrêt de procédures contre l'ex-lieutenante-gouverneure du Québec Lise Thibault. Celle-ci fut ensuite condamnée à 18 mois de prison pour fraude en 2015.
La décision qui conclut à l'absence d'immunité pénale de Lise Thibaut s'appuie sur la doctrine des professeurs Brun, Tremblay et Brouillet, qui affirment dans un ouvrage de doctrine constitutionnelle que : 

« Le gouverneur général et les lieutenants-gouverneurs ne possèdent pas la qualité de vice-roi et n'ont donc pas les mêmes immunités que la reine. Ils peuvent être poursuivis pour leurs délits civils et criminels, mais non pour les actes posés dans l'exercice de leurs fonctions. Voir Musgrave c. Pulido, et Bonanza Creek Gold Mining Co. c. R.. […] »

Le premier ministre et les autres ministres ne sont pas chefs d'État, mais ils exercent les fonctions du monarque à titre de gouverneur général en conseil et la question de leur immunité civile (et non pénale) peut se poser dans certaines situations. Le juge Luc Huppé affirme dans une publication doctrinale (un article de revue juridique qui résume sa thèse de doctorat) que malgré le précédent d'absence d'immunité civile dans l'arrêt Roncarelli c. Duplessis, les bases de cet arrêt sont faibles. Il fait valoir que « la nature  des fonctions accomplies par le gouvernement dans la concrétisation de l'ordre juridique sert de fondement à l'immunité de poursuite civile des membres du gouvernement » et cite à l'appui de cette position les décisions  de la Cour suprême Central Canada Potash Co. Ltd. et autre c. Gouvernement de la Saskatchewan, Priestman c. Colangelo et Welbridge Holdings Ltd. c. Greater Winnipeg.

### États-Unis
L'immunité du Président américain divise la jurisprudence de la Cour suprême face aux cas de Richard Nixon, Bill Clinton et Donald Trump avec une décision judiciaire importante en 2024. Il est estimé que le Président ne peut répondre que devant l'impeachment, sauf pour les procès au civil.
Le onzième amendement de la Constitution protège les États fédérés de poursuites judiciaires.

### France
La Constitution française (article 68) prévoit pour le Président de la République une immunité partielle. Les ministres sont justiciables uniquement devant la Cour de justice de la République pour les crimes et délits commis dans l'exercice de leurs fonctions. Le chef de l'État ne peut être traduit devant la Haute Cour « qu'en cas de manquement à ses devoirs manifestement incompatible avec l'exercice de son mandat ». Des procédures ne peuvent être poursuivies qu'après la fin de son mandat, la prescription est suspendue.

### Italie
Le Président est irresponsable pour les actes commis dans le cadre de son rôle. En cas de haute trahison ou de violation de la Constitution, il peut être mis en accusation par le Parlement et jugé par un collège de citoyens et la Cour constitutionnelle. La doctrine est ambiguë pour les actes ne relevant pas de la fonction.
Pour les membres du gouvernement, ils sont soumis aux juridictions ordinaires (jusqu'en 1989 par la Cour constitutionnelle). Pour les actes commis dans le cadre de leurs fonctions, ils ne peuvent être poursuivis qu'avec l'accord du Parlement.

### Pays-bas
Le monarque est une personne inviolable (art. 42 de la Constitution). 
Pour les ministres, en cas de non-respect de la Constitution ou des lois, ils peuvent être jugés après enquête de la seconde Chambre par le Cour suprême. Pour les autres types d'infraction, le droit commun s'applique.

### Portugal
Le Président, pour des délits commis dans le cadre de ses fonctions, est jugé par le Tribunal suprême de justice (pt) si deux tiers des députés votent la procédure. Pour ce qui est des délits de droit commun commis en dehors des fonctions, il ne peut être poursuivit qu'après la fin de son mandat, le délai de prescription est interrompu. 
Quant aux ministres, s'ils commettent un cas de flagrant délit ou un acte dont la peine maximale est supérieure à trois ans de prison, ils sont arrêtés et suspendus de leurs fonctions. Pour le cas des autres actions délictueuses, ils ne peuvent être suspendus qu'avec l'accord de l'Assemblée.

### Royaume-Uni
Le monarque a une immunité totale. Le premier ministre n'en a aucune.

## Remise en question
L'impunité pour certains actes, résultant de l'immunité des chefs d'État, est sérieusement remise en question de nos jours, probablement parce que la seule sanction politique n'est plus considérée comme satisfaisante par l'opinion publique.
Cette remise en question est faite selon deux axes :

### Droit interne
L'illustration d'une telle remise en question résulte le plus clairement des législations comme le droit américain où la procédure particulière d'impeachment rend le Président américain justiciable devant le Sénat. C'est ce principe que vient de mettre en cause la nouvelle loi constitutionnelle n° 2007-238 du 23 février 2007 portant modification du titre IX de la Constitution concernant la responsabilité pénale du chef de l'État en France.

### Droit international public
Des textes internationaux adoptés récemment prévoient de plus en plus souvent la responsabilité pénale de chefs d'État ou d'autres responsables étatiques, généralement en cas de crimes de guerre ou crimes contre l'humanité. Le premier exemple d'un tel texte fut celui qui institua le tribunal de Nuremberg après la Seconde Guerre mondiale. Plus récemment, on peut citer la création des Tribunaux pénaux internationaux pour l'ex-Yougoslavie ou le Rwanda, ainsi que la récente création de la Cour pénale internationale à compétence élargie.